# Việt Nam tại Đại hội Thể thao Đông Nam Á 2021
Việt Nam là quốc gia chủ nhà của Đại hội Thể thao Đông Nam Á 2021 (SEA Games 31) từ ngày 12 đến ngày 23 tháng 5 năm 2022.

## Tóm tắt huy chương

### Huy chương theo môn thể thao
| Huy chương theo môn thể thao | Huy chương theo môn thể thao | Huy chương theo môn thể thao | Huy chương theo môn thể thao | Huy chương theo môn thể thao | Huy chương theo môn thể thao |
| Môn thể thao                 | 1                            | 2                            | 3                            | Tổng số                      | Hạng                         |
| ---------------------------- | ---------------------------- | ---------------------------- | ---------------------------- | ---------------------------- | ---------------------------- |
| Nhảy cầu                     | 0                            | 2                            | 2                            | 4                            | 3                            |
| Bơi lội                      | 11                           | 11                           | 3                            | 25                           | 2                            |
| Lặn                          | 10                           | 5                            | 3                            | 18                           | 1                            |
| Bắn cung                     | 0                            | 4                            | 1                            | 5                            | 6                            |
| Điền kinh                    | 22                           | 14                           | 8                            | 44                           | 1                            |
| Cầu lông                     | 0                            | 0                            | 3                            | 3                            | 5                            |
| Bóng rổ                      | 0                            | 2                            | 0                            | 2                            | 4                            |
| Bi-a                         | 2                            | 2                            | 4                            | 8                            | 2                            |
| Thể hình                     | 5                            | 2                            | 1                            | 8                            | 1                            |
| Bowling                      | 0                            | 0                            | 0                            | 0                            | -                            |
| Quyền Anh                    | 3                            | 2                            | 2                            | 7                            | 2                            |
| Canoeing                     | 8                            | 4                            | 2                            | 14                           | 1                            |
| Cờ vua                       | 7                            | 2                            | 3                            | 12                           | 1                            |
| Cờ tướng                     | 3                            | 1                            | 1                            | 5                            | 1                            |
| Xe đạp                       | 4                            | 2                            | 0                            | 6                            | 1                            |
| Khiêu vũ thể thao            | 5                            | 1                            | 5                            | 11                           | 2                            |
| Thể thao điện tử             | 4                            | 3                            | 0                            | 7                            | 1                            |
| Đấu kiếm                     | 5                            | 1                            | 5                            | 11                           | 2                            |
| Bóng đá                      | 2                            | 0                            | 0                            | 2                            | 1                            |
| Bóng đá trong nhà            | 0                            | 1                            | 1                            | 2                            | 2                            |
| Golf                         | 0                            | 0                            | 0                            | 0                            | -                            |
| Thể dục dụng cụ              | 7                            | 7                            | 8                            | 22                           | 1                            |
| Bóng ném                     | 3                            | 0                            | 0                            | 3                            | 1                            |
| Judo                         | 9                            | 2                            | 4                            | 15                           | 1                            |
| Jujutsu                      | 2                            | 1                            | 2                            | 5                            | 2                            |
| Karate                       | 7                            | 2                            | 6                            | 15                           | 1                            |
| Kickboxing                   | 5                            | 0                            | 6                            | 11                           | 1                            |
| Kurash                       | 7                            | 5                            | 5                            | 17                           | 1                            |
| Muay Thái                    | 4                            | 6                            | 1                            | 11                           | 1                            |
| Pencak silat                 | 6                            | 2                            | 5                            | 13                           | 1                            |
| Bi sắt                       | 1                            | 3                            | 3                            | 7                            | 3                            |
| Chèo thuyền                  | 8                            | 6                            | 2                            | 16                           | 1                            |
| Cầu mây                      | 0                            | 3                            | 3                            | 6                            | 4                            |
| Bắn súng                     | 7                            | 6                            | 4                            | 17                           | 2                            |
| Bóng bàn                     | 1                            | 0                            | 4                            | 5                            | 3                            |
| Taekwondo                    | 9                            | 5                            | 3                            | 17                           | 1                            |
| Quần vợt                     | 1                            | 2                            | 3                            | 6                            | 2                            |
| Hai môn phối hợp             | 1                            | 0                            | 0                            | 1                            | 2                            |
| Bóng chuyền                  | 0                            | 2                            | 0                            | 2                            | 3                            |
| Vovinam                      | 6                            | 6                            | 2                            | 14                           | 1                            |
| Cử tạ                        | 3                            | 4                            | 4                            | 11                           | 2                            |
| Vật                          | 17                           | 1                            | 0                            | 18                           | 1                            |
| Wushu                        | 10                           | 3                            | 7                            | 20                           | 1                            |
| Tổng số                      | 205                          | 125                          | 116                          | 446                          | 1                            |

### Huy chương theo ngày
| Huy chương theo ngày | Huy chương theo ngày | Huy chương theo ngày | Huy chương theo ngày | Huy chương theo ngày | Huy chương theo ngày |
| Thứ                  | Ngày                 | 1                    | 2                    | 3                    | Tổng số              |
| -------------------- | -------------------- | -------------------- | -------------------- | -------------------- | -------------------- |
| -4                   | 8 tháng 5            | 0                    | 1                    | 1                    | 2                    |
| -3                   | 9 tháng 5            | 0                    | 1                    | 0                    | 1                    |
| -2                   | 10 tháng 5           | 4                    | 2                    | 8                    | 14                   |
| -1                   | 11 tháng 5           | 6                    | 3                    | 7                    | 16                   |
| 0                    | 12 tháng 5           | Khai mạc đại hội     | Khai mạc đại hội     | Khai mạc đại hội     | Khai mạc đại hội     |
| 1                    | 13 tháng 5           | 14                   | 6                    | 7                    | 27                   |
| 2                    | 14 tháng 5           | 15                   | 17                   | 8                    | 40                   |
| 3                    | 15 tháng 5           | 29                   | 16                   | 13                   | 58                   |
| 4                    | 16 tháng 5           | 20                   | 8                    | 13                   | 41                   |
| 5                    | 17 tháng 5           | 17                   | 11                   | 8                    | 36                   |
| 6                    | 18 tháng 5           | 21                   | 11                   | 9                    | 41                   |
| 7                    | 19 tháng 5           | 27                   | 15                   | 11                   | 53                   |
| 8                    | 20 tháng 5           | 11                   | 6                    | 18                   | 35                   |
| 9                    | 21 tháng 5           | 17                   | 9                    | 8                    | 34                   |
| 10                   | 22 tháng 5           | 24                   | 19                   | 5                    | 48                   |
| Tổng cộng            | Tổng cộng            | 205                  | 125                  | 116                  | 446                  |

### Danh sách huy chương
| Huy chương | Tên | Môn thể thao    | Nội dung                              | Ngày       |                       |
| ---------- | --- | --------------- | ------------------------------------- | ---------- | --------------------- |
| Vàng       | Tô Thị Trang                                                                                             | Kurash          | Dưới 48kg nữ                          | 10 tháng 5 |                       |
| Vàng       | Phạm Nguyễn Hồng Mơ                                                                                      | Kurash          | Dưới 52kg nữ                          | 10 tháng 5 |                       |
| Vàng       | Bùi Minh Quân                                                                                            | Kurash          | Dưới 81kg nam                         | 10 tháng 5 |                       |
| Vàng       | Trần Thương                                                                                              | Kurash          | Dưới 90kg nam                         | 10 tháng 5 |                       |
| Vàng       | Phạm Thị Thảo Đinh Thị Hảo Bùi Thị Lý Phạm Thị Huệ                                                       | Chèo thuyền     | Thuyền bốn nữ hạng nặng hai mái chèo  | 11 tháng 5 |                       |
| Vàng       | Phạm Thị Ngọc Anh Lê Thị Hiền Hà Thị Vui Dư Thị Bông                                                     | Chèo thuyền     | Thuyền bốn nữ hạng nặng một mái chèo  | 11 tháng 5 |                       |
| Vàng       | Nguyễn Thị Thu Hà Nguyễn Thị Huyền Vương Thị Bình                                                        | Pencak silat    | Biểu diễn - đồng đội nữ               | 11 tháng 5 |                       |
| Vàng       | Lê Công Hoàng Hải                                                                                        | Kurash          | Dưới 60kg nam                         | 11 tháng 5 |                       |
| Vàng       | Lê Đức Đông                                                                                              | Kurash          | Dưới 66kg nam                         | 11 tháng 5 |                       |
| Vàng       | Đội tuyển bóng ném bãi biển quốc gia Việt Nam                                                            | Bóng ném        | Bóng ném bãi biển nam                 | 11 tháng 5 |                       |
| Vàng       | Phạm Quốc Khánh                                                                                          | Wushu           | Taolu - Nam đao nam                   | 13 tháng 5 |                       |
| Vàng       | Dương Thúy Vi                                                                                            | Wushu           | Taolu - Kiếm thuật nữ                 | 13 tháng 5 |                       |
| Vàng       | Phạm Thị Thảo Nguyễn Thị Giang Hồ Thị Lý Lường Thị Thảo                                                  | Chèo thuyền     | Thuyền bốn nữ hạng nhẹ hai mái chèo   | 13 tháng 5 |                       |
| Vàng       | Đinh Thị Hảo Phạm Thị Huệ                                                                                | Chèo thuyền     | Thuyền đôi nữ hạng nặng một mái chèo  | 13 tháng 5 |                       |
| Vàng       | Vũ Thành An                                                                                              | Đấu kiếm        | Kiếm chém cá nhân nam                 | 13 tháng 5 |                       |
| Vàng       | Nguyễn Thị Thanh Trâm                                                                                    | Kurash          | Dưới 70kg nữ                          | 13 tháng 5 |                       |
| Vàng       | Phạm Văn Mách                                                                                            | Thể hình        | 55kg nam                              | 13 tháng 5 |                       |
| Vàng       | Đặng Thanh Tùng                                                                                          | Thể hình        | 65kg nam                              | 13 tháng 5 |                       |
| Vàng       | Đặng Ngọc Xuân Thiện Văn Vĩ Lương Trịnh Hải Khang Nguyễn Văn Khánh Phong Đinh Phương Thành Lê Thanh Tùng | Thể dục dụng cụ | Đồng đội nam                          | 13 tháng 5 |                       |
| Vàng       | Huỳnh Văn Tuấn                                                                                           | Kickboxing      | Full contact - 51kg nam               | 13 tháng 5 |                       |
| Vàng       | Nguyễn Thị Hằng Nga                                                                                      | Kickboxing      | Full contact - 48kg nữ                | 13 tháng 5 |                       |
| Vàng       | Huỳnh Thị Kim Vàng                                                                                       | Kickboxing      | Full contact - 65kg nữ                | 13 tháng 5 |                       |
| Vàng       | Nguyễn Thế Hưởng                                                                                         | Kickboxing      | Full contact - 67kg nam               | 13 tháng 5 |                       |
| Vàng       | Nguyễn Quang Huy                                                                                         | Kickboxing      | Low kick - 60kg nam                   | 13 tháng 5 |                       |
| Bạc        | Nguyễn Tùng Dương Phương Thế Anh                                                                         | Nhảy cầu        | Đôi nam cầu mềm 3m                    | 8 tháng 5  |                       |
| Bạc        | Ngô Phương Mai Mai Hồng Hạnh                                                                             | Nhảy cầu        | Đôi nữ cầu mềm 3m                     | 9 tháng 5  |                       |
| Bạc        | Phạm Thanh Hiển                                                                                          | Kurash          | Dưới 81kg nam                         | 10 tháng 5 |                       |
| Bạc        | Lê Duy Thành                                                                                             | Kurash          | Dưới 90kg nam                         | 10 tháng 5 |                       |
| Bạc        | Nguyễn Thị Thu Hà Nguyễn Thị Huyền                                                                       | Pencak silat    | Biểu diễn - đôi nữ                    | 11 tháng 5 |                       |
| Bạc        | Võ Phạm Hoàng Ân                                                                                         | Kurash          | Dưới 60kg nam                         | 11 tháng 5 |                       |
| Bạc        | Phan Trúc Phi                                                                                            | Kurash          | Dưới 66kg nam                         | 11 tháng 5 |                       |
| Bạc        | Vũ Ngọc Khánh Hoàng Văn Đạt Võ Như Sang Phạm Chung                                                       | Chèo thuyền     | Thuyền bốn nam hạng nhẹ một mái chèo  | 13 tháng 5 |                       |
| Bạc        | Nguyễn Văn Tuấn Nguyễn Văn Hà Nhữ Đình Nam Bùi Văn Hoàn                                                  | Chèo thuyền     | Thuyền bốn nam hạng nhẹ hai mái chèo  | 13 tháng 5 |                       |
| Bạc        | Phạm Văn Phước                                                                                           | Thể hình        | 60kg nam                              | 13 tháng 5 |                       |
| Bạc        | Đồng Thị Thu Hiền                                                                                        | Kurash          | Dưới 57kg nữ                          | 13 tháng 5 |                       |
| Bạc        | Nguyễn Văn Dũng                                                                                          | Bi sắt          | Kỹ thuật nam                          | 13 tháng 5 |                       |
| Bạc        | Lê Thanh Tùng                                                                                            | Thể dục dụng cụ | Toàn năng nam                         | 13 tháng 5 |                       |
| Đồng       | Ngô Phương Mai                                                                                           | Nhảy cầu        | Đơn nữ cầu mềm 1m                     | 8 tháng 5  |                       |
| Đồng       | Nguyễn Thị Tuyết Hân                                                                                     | Kurash          | Dưới 52kg nữ                          | 10 tháng 5 |                       |
| Đồng       | Nguyễn Quang Đạt Đặng Hoàng Tú                                                                           | Nhảy cầu        | Đôi nam cầu cứng 10m                  | 10 tháng 5 |                       |
| Đồng       | Bùi Văn Hoàn Nhữ Đình Nam                                                                                | Chèo thuyền     | Thuyền đôi nam hạng nhẹ hai mái chèo  | 11 tháng 5 |                       |
| Đồng       | Nguyễn Văn Hiếu Nguyễn Văn Hà                                                                            | Chèo thuyền     | Thuyền đôi nam hạng nặng hai mái chèo | 11 tháng 5 |                       |
| Đồng       | Trần Thị Thanh Thủy                                                                                      | Kurash          | Trên 87kg nữ                          | 11 tháng 5 |                       |
| Đồng       | Hoàng Bùi Thùy Linh                                                                                      | Kurash          | Trên 87kg nữ                          | 11 tháng 5 |                       |
| Đồng       | Bùi Thị Hồng Giang Mai Hồng Hạnh                                                                         | Nhảy cầu        | Đôi nữ cầu cứng 10m                   | 11 tháng 5 |                       |
| Đồng       | Vương Thị Bình                                                                                           | Pencak silat    | Biểu diễn - đơn nữ                    | 11 tháng 5 |                       |
| Đồng       | Trần Đức Danh Lê Hồng Quân                                                                               | Pencak silat    | Biểu diễn - đôi nam                   | 11 tháng 5 |                       |
| Đồng       | Vũ Tiến Dũng Lưu Văn Nam Nguyễn Xuân Thành                                                               | Pencak silat    | Biểu diễn - đồng đội nam              | 11 tháng 5 |                       |
| Đồng       | Nông Văn Hữu                                                                                             | Wushu           | Taolu - Nam đao nam                   | 13 tháng 5 |                       |
| Đồng       | Đặng Tiểu Bình                                                                                           | Wushu           | Wushu                                 | 13 tháng 5 | Taolu - Kiếm thuật nữ |
| Đồng       | Vũ Thị Hồng                                                                                              | Đấu kiếm        | Kiếm ba cạnh cá nhân nữ               | 13 tháng 5 |                       |
| Đồng       | Nguyễn Thị Ngọc Nhung                                                                                    | Kurash          | Dưới 57kg nữ                          | 13 tháng 5 |                       |
| Đồng       | Nguyễn Thị Lan                                                                                           | Kurash          | Kurash                                | 13 tháng 5 | Dưới 70kg nữ          |
| Đồng       | Nguyễn Thị Hiền                                                                                          | Bi sắt          | Kurash                                | 13 tháng 5 | Kỹ thuật nữ           |
| Đồng       | Đinh Phương Thành                                                                                        | Thể dục dụng cụ | Toàn năng nam                         | 13 tháng 5 |                       |

### Danh sách huy chương vàng tổng hợp
| Tên               | Môn thể thao | Vàng | Bạc | Đồng | Tổng số |
| Nguyễn Thị Thu Hà | Pencak silat | 1    | 1   | 0    | 2       |
| Nguyễn Thị Huyền  | Pencak silat | 1    | 1   | 0    | 2       |
| Vương Thị Bình    | Pencak silat | 1    | 0   | 1    | 2       |
| Ngô Phương Mai    | Nhảy cầu     | 0    | 1   | 1    | 2       |
| Mai Hồng Hạnh     | Nhảy cầu     | 0    | 1   | 1    | 2       |